# Love Someone Else
Love Someone Else è un singolo del gruppo musicale britannico Skunk Anansie, pubblicato il 13 novembre 2015 come primo estratto dal sesto album in studio Anarchytecture.

## Descrizione
Love Someone Else è stato prodotto (così come le altre tracce contenute nel disco) da Tom Dalgety, ed è l'unico brano ad essere stato composto dalla sola Skin in collaborazione con Martin Buttrich.
Per promuovere Love Someone Else, gli Skunk Anansie si sono esibiti durante la finale della nona edizione del talent show italiano X Factor il 10 dicembre 2015; questa è stata la prima esibizione live del brano.

## Tracce
Testi e musiche di Skin e Martin Buttrich.
1. Love Someone Else – 3:31

## Formazione
Gruppo
- Skin – voce, cori
- Ace – chitarra
- Cass Lewis – basso, tastiera
- Mark Richardson – batteria, percussioni

Altri musicisti
- Pete Davis – tastiera e programmazione aggiuntive

Produzione
- Tom Dalgety – produzione, registrazione
- Robbie Nelson – ingegneria del suono
- Jeremy Wheatley – missaggio

## Classifiche
| Classifica (2015) | Posizione massima |
| ----------------- | ----------------- |
| Italia            | 30                |